# Informe Gerstein
Se conoce como Informe Gerstein el testimonio escrito que realizó Kurt Gerstein, oficial de las SS, de su visita al campo de exterminio nazi de Belzec durante el verano de 1942 en su calidad de Director de los Servicios de Higiene de las Waffen-SS. El documento fue utilizado durante los Juicios de Núremberg como prueba del Holocausto.
Si bien su autenticidad histórica está demostrada, contiene algunas inexactitudes que, periódicamente, son utilizadas desde el campo negacionista para desinformar acerca del exterminio nazi.
Gerstein fue testigo directo de todo el proceso de exterminio, desde la entrada al campo de los prisioneros, el expolio de sus objetos de valor, su clasificación y acondicionamiento, su exterminio y su posterior enterramiento. Presenció el asesinato de seis mil personas, escena para la que no estaba preparado ni profesionalmente, ni porque le hubieran informado previamente a su llegada.